# Stegomyia
Stegomyia és un clade de mosquits definit el 1901 per Theobald. Edwards (1929) establí la seva categoria taxonòmica com a subgènere dins del gènere Aedes amb Aedes aegypti com a espècie tipus. Els membres d'aquest tàxon presenten uns trets corporals que permeten diferenciar-los de la resta de membres del gènere. La seva probòscide és relativament curta i estreta i de longitud similar al fèmur davanter. Presenten un patró de coloració amb escates clares al mesonot, punts blancs al cap, escutel, pleura del tòrax i abdomen. El patró del dibuix blanc acostuma a ser un tret característic de l'espècie. Els tarsos presenten un anell de color blanc a la base dels segments com a mínim en les potes posteriors presenten un patró de coloració característic. Altres trets propis són la distribució dels elements de l'hipopigi. Pel que fa a les larves alguns dels trets distintius abracen la distribució dels pèls del cap, l'absència d'espines a les antenes o el sifó sense aurícules a la base. El gènere inclou una norantena d'espècies entre les quals destaquen algunes de distribució paleàrtica i amb rellevància com a vectors.
- Aedes aegypti Linneus, 1762
- Aedes cretinus Edwards, 1921
- Aedes vittatus Bigot, 1861
- Aedes galloisi Yamada, 1921
- Aedes albopictus Skuse, 1895
- Aedes flavopictus Yamada, 1921
- Aedes chemulpoensis Yamada, 1921